# Episodi de La squadra del cuore (prima stagione)
La prima stagione della serie televisiva La squadra del cuore è stata trasmessa in anteprima negli Stati Uniti d'America dalla NBC tra il 9 settembre 1995 e il 2 dicembre 1995.
| nº | Titolo originale                              | Titolo italiano | Prima TV USA      | Prima TV Italia |
| -- | --------------------------------------------- | --------------- | ----------------- | --------------- |
| 1  | Pilot                                         |                 | 9 settembre 1995  |                 |
| 2  | Trouble in Paradise                           |                 | 16 settembre 1995 |                 |
| 3  | Full Court Press                              |                 | 23 settembre 1995 |                 |
| 4  | Will the Real Michael Maxwell Please Stand Up |                 | 30 settembre 1995 |                 |
| 5  | Oh Captain, My Captain                        |                 | 7 ottobre 1995    |                 |
| 6  | Earl Makes the Grade                          |                 | 14 ottobre 1995   |                 |
| 7  | Let's Get Ready to Rumble                     |                 | 21 ottobre 1995   |                 |
| 8  | The Candidate                                 |                 | 28 ottobre 1995   |                 |
| 9  | Stranded                                      |                 | 4 novembre 1995   |                 |
| 10 | The Sweat Shack                               |                 | 11 novembre 1995  |                 |
| 11 | The Bachelor Pad                              |                 | 18 novembre 1995  |                 |
| 12 | Poetic Justice                                |                 | 25 novembre 1995  |                 |
| 13 | Game Day                                      |                 | 2 dicembre 1995   |                 |